# Anomis chionosticta
Anomis chionosticta är en fjärilsart som beskrevs av Atherton 1932. Anomis chionosticta ingår i släktet Anomis och familjen nattflyn. Inga underarter finns listade i Catalogue of Life.